# سيرجي دوفلاتوف
سيرجي دوناتوفيتش دوفلاتوف-ميتشيك (3 سبتمبر 1941 - 24 أغسطس 1990)، صحفي وكاتب سوفيتي روسي من أصول أرمينية يهودية، يُعد من أشهر الكتاب الروس في أواخر القرن العشرين. نشر دوفلاتوف اثني عشر كتابًا في الولايات المتحدة وأوروبا خلال اثني عشر عامًا قضاها كمهاجر.
ولد بمدينة أوفا جنوب روسيا في 3 سبتمبر 1941، في 1944 انتقل مع عائلته وهو طفل إلى مدينة لينينغراد، في عام 1959 بدأ دراسة اللغة الفنلندية وآدابها في كلية اللغات بجامعة زدانوف في لينينغراد، حيث تم إيقافه بعد عامين ونصف بسبب النتائج السيئة. بعد ذلك أدى خدمته العسكرية كحارس في معسكر سجن جولاج في جمهورية كومي. (كتب لاحقًا عن هذه التجارب). وعمل في مجلة الطلاب في المدرسة البحرية «زا قادري ويرفجام» وكتب القصص.
صنع دوفلاتوف اسمًا لنفسه كصحفي في لينينغراد، لكنه لم يتمكن من نشر أعماله الأدبية. وبعد خروجه من اتحاد الكتاب في لينينغراد، انتقل إلى تالين في استونيا، حيث كتب مقالات للعديد من الصحف (بما في ذلك Vetsjernij Tallinn و Sovetskaja Estonija). ألف كتاب «تنازلات» عن الفترة التي قضاها في العاصمة الإستونية. كما عمل لفترة من الوقت كمرشد في متحف في الهواء الطلق بالقرب من بسكوف مخصص لألكسندر بوشكين. كتب رواية «حط احتياطي» عن وقته كمرشد. في عام 1975 عاد إلى لينينغراد.
في عام 1978 سُمح له بمغادرة الاتحاد السوفيتي. استقر مع عائلته في نيويورك في الولايات المتحدة الأمريكية حيث حصل على وظيفة كمحرر لصحيفة باللغة الروسية، في نفس العام تم نشر أول كتابين له من قبل ناشر غربي.
في 24 أغسطس 1990 توفي دوفلاتوف بشكل غير متوقع بالسكتة القلبية عن عمر يناهز 48 عامًا. ودفن في المقبرة اليهودية في جبل الخليل في حي كوينز بنيويورك.

## روابط خارجية
- سيرجي دوناتوفيتش دوفلاتوف
- سيرجي دوفلاتوف. كتابات الحدود للمهاجر الروسي